# ملالار (آق‌دام ۱)
ملالار (ترکی آذربایجانی: Mollalar) یک منطقهٔ مسکونی در جمهوری آرتساخ است که در استان مارتاکرت واقع شده‌است.